# Edith Weigert
Edith Weigert, geborene Vowinckel, auch Edith Vowinckel Weigert (* 6. Februar 1894 in Düsseldorf; † 12. Januar 1982 in Chevy Chase, Maryland) war eine deutschamerikanische Psychoanalytikerin.

## Leben
Die Bankierstochter Edith Vowinckel verbrachte ihre Kindheit in Düsseldorf. Nach ihrem Medizinstudium an der Universität Berlin war sie Assistentin an der Psychiatrischen und Neurologischen Klinik der Charité bei Karl Bonhoeffer. Parallel dazu absolvierte sie ihre psychoanalytische Ausbildung am Berliner Psychoanalytischen Institut, ihr Lehranalytiker war Carl Müller-Braunschweig. Danach arbeitete sie zwei Jahre als Assistenzärztin am Sanatorium Schloss Tegel.
1935 floh sie mit ihrem Mann, dem 1933 „wegen nichtarischer Herkunft“ entlassenen Ministerialbeamten und Juristen Oscar Weigert, und ihrem Sohn in die Türkei. Nach drei Jahren psychoanalytischer Pionierarbeit dort als erste Psychoanalytikerin in der Türkei emigrierte sie weiter in die USA, wo sie neben der Arbeit in privater Praxis an wesentlichen Entwicklungen der amerikanischen Psychoanalyse beteiligt war. Neben Sigmund Freud orientierte sie sich an Harry Stack Sullivan und dessen interpersonale Theorie sowie an Frieda Fromm-Reichmann und ihre Psychotherapie für Schizophrene. Sie relativierte den Ödipuskomplex und die infantile Sexualität. Auf der Grundlage des Existenzialismus definierte sie Psychopathologie als Verlust von Vertrauen, Hoffnung und Authentizität. Oft behandelte sie in ihren Schriften die Angst, ein Gefahrensignal für drohende Vereinsamung und Vertrauensverlust.